# Грей, Джон Томас
Джон Грей (род. в Бей-Ридж, Нью-Йорк) — американский писатель, режиссёр, телепродюсер.

## Биография
Создатель телесериала канала CBS Говорящая с призраками с Дженнифер Лав Хьюитт в главной роли. Также является автором сценария и режиссёром многих высокопрофильных телевизионных фильмов, таких как ремейк телефильма 1976 года Хелтер Скелтер, Мартин и Льюис (англ. Martin and Lewis), The Hunley, День, когда застрелили Линкольна (англ. The Day Lincoln Was Shot), а также нескольких фильмов Зала славы Hallmark. Он также пишет киносценарии и снимает кинофильмы. Снял сериал Империя (англ. Empire) телеканала ABC с Сантьяго Кабрера в главной роли.

## Фильмография
| Год       |    | Русское название                 | Оригинальное название    | Роль                                         |
| --------- | -- | -------------------------------- | ------------------------ | -------------------------------------------- |
| 1982      | с  | Пауэрхаус                        | Powerhouse               | режиссёр                                     |
| 1984      | ф  |                                  | Footlights and Flatfeet  | режиссёр                                     |
| 1986      | ф  | Билли Гэлвин                     | Billy Galvin             | режиссёр, сценарист                          |
| 1989      | с  | Монстры                          | Monsters                 | режиссёр                                     |
| 1989      | тф |                                  | When He's Not a Stranger | режиссёр, сценарист                          |
| 1990      | тф | Пропавший Капоне                 | The Lost Capone          | режиссёр, сценарист                          |
| 1991      | ф  | История Марлы Хансон             | The Marla Hanson Story   | режиссёр, сценарист                          |
| 1992      | тф | После победы                     | An American Story        | режиссёр, сценарист                          |
| 1994      | тф | Приют для Энни                   | A Place for Annie        | режиссёр                                     |
| 1995      | тф |                                  | Sleep, Baby, Sleep       | сценарист                                    |
| 1995      | ф  | Рожденная свободной              | Born to Be Wild          | режиссёр                                     |
| 1996      | ф  | Мерцающий                        | The Glimmer Man          | режиссёр                                     |
| 1998      | тф | День, когда застрелили Линкольна | The Day Lincoln Was Shot | режиссёр, сценарист                          |
| 1999      | тф | Подлодка                         | The Hunley               | режиссёр, сценарист                          |
| 2001      | тф | Тихая гавань                     | Haven                    | режиссёр                                     |
| 2001      | тф | Жизнь Брайана                    | Brian's Song             | режиссёр, сценарист                          |
| 2001      | тф | Седьмой ручей                    | The Seventh Stream       | режиссёр, исполнительный продюсер, сценарист |
| 2002      | тф | Мартин и Льюис                   | Martin and Lewis         | режиссёр, сценарист                          |
| 2004      | тф | Хелтер Скелтер                   | Helter Skelter           | режиссёр, сценарист                          |
| 2005      | с  | Империя                          | Empire                   | режиссёр                                     |
| 2005—2010 | с  | Говорящая с призраками           | Ghost Whisperer          | режиссёр, исполнительный продюсер, сценарист |
| 2010      | ф  | Белые ирландские пьяницы         | White Irish Drinkers     | режиссёр, продюсер, сценарист                |
| 2011      | тф | Укрытие                          | Hide                     | режиссёр                                     |
| 2012—2013 | с  | Дар Альбы                        | El don de Alba           | сценарист                                    |
| 2011      | тф | Преображение                     | The Makeover             | режиссёр                                     |
| 2014      | с  | Неосторожные                     | Reckless                 | режиссёр, исполнительный продюсер, сценарист |